# Ermgard Wiška
Ermgard Wiška gospa Wiška in grofica Bronckhorstska   (1520 – grad Wildenborch v Terborgu, 9. maj 1587) je bila hči Henrika V. Wiškega in Walburge Berške.
Po smrti brata Joachima leta 1544 je podedovala gospostvo in grad Wisch v Terborgu ter grad Wildenborch v  Bronckhorstu.
Ker je bila nečakinja zadnjega grofa Jošta Bronckhorstskega-Borkulskega, gospoda Bronckhorstskega, Borkulskega in Lichtenvoordskega (1505-1553), je leta 1553 podedovala grad Bronkhorst, dvorec v Eerbeeku in gospostvo Borculo.

## Poroka in otroci
Ermgard se je leta 1539 poročila in kasneje ločila od Jurija Limburškega Stirumskega, grofa Limburškega in gospoda Styrumskega, sina Adolfa, grofa Limburškega in Elizabete Reichensteinske. Jurij in Ermgard sta imela sina in hčer:
- Herman Jurij Limburški Stirumski, grof Limburški-Styrumski in grof Bronckhorstski (1540-1574), se je leta 1554 poročil z Marijo grofico Hoyansko (-1612). Imela sta sina: Jošta grofa Limburškega-Stirumskega in Bronckhorstskega (-1621). Leta 1591 se je Jošt poročil z Marijo Holsteinsko-Pinneberško, dedinjo cesarskega gospostva Gemen.
- Ana Marija Limburška Stirumska (rojena ok. 1543 - grad Reifferscheid, 2. november 1637). Poročila se je z grofom Wernerjem Salmskim-Reifferscheidtskim (17. avgust 1545 - 16. februar 1629) v Terborgu 21. avgusta 1567.

## Problem Borculo
Leta 1555 je sodišče v Borculu vso alodialno posest iz Joštove posesti dodelilo grofici Ermgard Wiški.
Vendar je bila dediščina sporna in izbruhnil je boj za posest gospostva med škofom Münstra in vojvodino Gelders.

### 60 let pozneje
Leta 1612 se je grof Jošt Limburški Stirumski (vnuk grofice Ermgard Wiške in Jurij Limburški-Stirumski) obrnil na dvor v Gelderlandu s prošnjo za vrnitev posesti, ki jo je borkulsko sodišče leta 1555 dodelilo njegovi babici. Münster je temu nasprotoval, ker sodišče ni bilo pristojno, ker Borkulo ni pripadal Gelderlandu. Poleg tega je pred cesarskim komornim sodiščem v Spiersu še vedno potekala zadeva. V tej zadevi je šlo za vprašanje: fevd Borkulo z vsem, kar mu je pripadalo (grad, mesto, fevdi), alodialna posest (ki je bila res v lasti grofa Jošta, vendar ni bil dvorni podložnik ali fevdnik gospostva), fevdi, ki so s poroko prišli k gospodom Borkulo (fevdi Solmski ali Ottensteinski) in Lichtenvoorde (ki je v sporu med Münstrom in Bronkhorstom že od srednjega veka; Lichtenvoorde nikakor ni bil Gelderland ali grofija v srednjem veku).
Šele 20. decembra 1615 je dvor Gelderlanda razsodil v prid Gelderlanda, ki je Borkulo podelil kot fevd Zutphena grofu Joštu, vnuku Jurija Limburškega-Stirumskega. Istega leta je Lichtenvoorde zasedla knezoškofija Münster, leto kasneje pa so Lichtenvoorde zavzele čete deželnih stanov Geldersa pod vodstvom stotnika Kreijncka 10. januarja 1616 (Borkulo mu je sledil 25. februarja 1616) in grof Limburški- Stirumski je postal tudi gospod Lichtenvoordski .

### 110 let kasneje
Dvakrat, v letih 1665 in 1672, je Krištof Bernard Galenski (Bommenberend), münsterski škof, zaman poskušal s svojo vojsko zavzeti gospostvo Borkulo, vendar je Limburški-Stirumski obdržal fevd, ki ga je kupil leta 1641.

## Prodaja Borkula
Leta 1701 je Marija Magdalena Limburška-Stirumska, vdova Henrika Nassauskega-Siegenskega, prodala gospostvo Lichtenvoorde generalnemu guvernerju Van Weselu, svobodnemu gospodu Heidenskemu. Več kot pol stoletja je Lichtenvoorde imel drugega gospoda kot Borkulo.
Zaradi dolgov so morali leta 1727 gospostvo Borkulo prodati. 